# Rachel Weisz

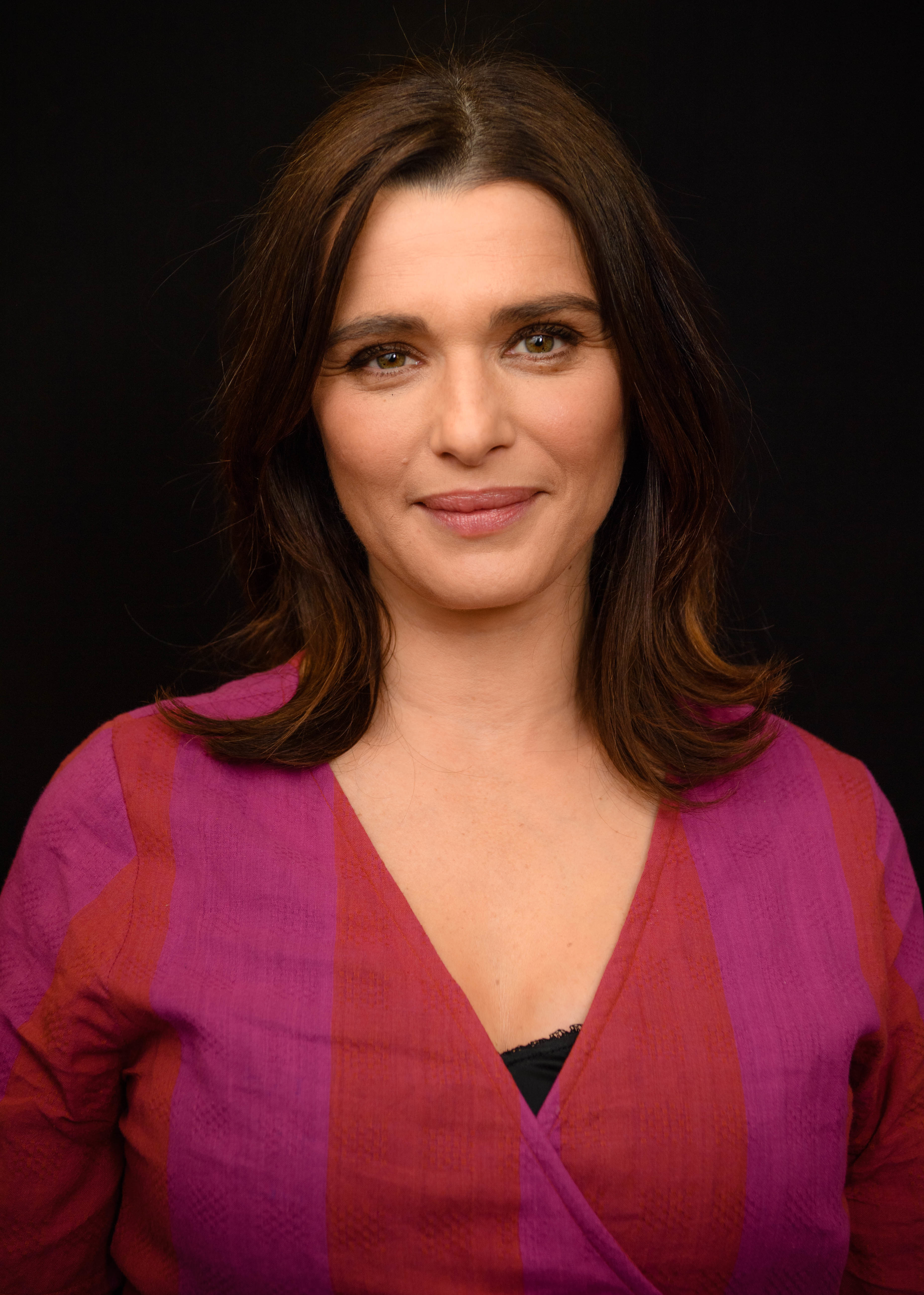
Rachel Weisz (2018)

Rachel Hannah Weisz (* 7. März 1970 in Westminster, London) ist eine britisch-US-amerikanische Schauspielerin, Filmregisseurin und ehemaliges Model. Sie ist unter anderem Oscar- und Golden-Globe-Preisträgerin.

## Biografie

### Jugendjahre
Die Eltern von Rachel Weisz – beide Juden aus Ungarn bzw. Österreich – flohen als Kinder in den späten 1930er Jahren vor der Verfolgung durch das NS-Regime nach England (Kindertransport). 
Ihr Vater ist der 1929 in Ungarn geborene Erfinder George Weisz; ihre aus Wien stammende Mutter Edith Ruth Weisz, geb. Teich (1932–2016), war Psychotherapeutin.

Sie wollte schon als Kind Schauspielerin werden, studierte auf Wunsch ihrer Eltern zunächst Anglistik und Literatur an der Universität Cambridge.
Weisz war dort Mitbegründerin der Theatergruppe Talking Tongues und wurde beim Edinburgh Festival mit einem Preis ausgezeichnet. 1994 erhielt sie für ihr Mitwirken in dem Theaterstück Design for Living den Preis als Beste Newcomerin.

### Karriere

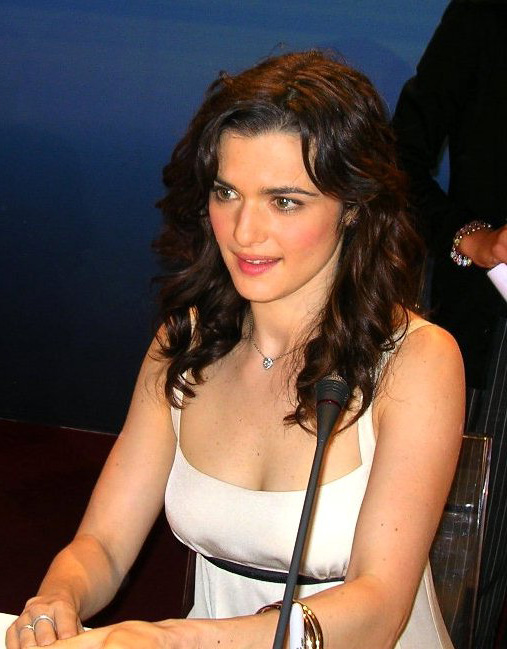
Weisz (2007)

Ihre erste bedeutende Kinorolle hatte Weisz in dem Film Gefühl und Verführung (1995) von Bernardo Bertolucci, die ihr Aufmerksamkeit in Hollywood einbrachte. 1996 spielte sie unter anderem neben Keanu Reeves in dem Actionfilm Außer Kontrolle. Der erste große Erfolg kam 1999 mit Die Mumie an der Seite von Brendan Fraser; die Fortsetzung Die Mumie kehrt zurück folgte 2001. Filme wie Duell – Enemy at the Gates (2001), About a Boy oder: Der Tag der toten Ente (2002), Confidence (2003) und Das Urteil – Jeder ist käuflich (2003) folgten. Ihren bisher größten Erfolg feierte sie mit der weiblichen Hauptrolle in Fernando Meirelles’ Der ewige Gärtner (2005), in dem sie an der Seite von Ralph Fiennes agierte.
Für ihre schauspielerische Leistung in dem Politthriller wurde sie 2005 und 2006 mit mehreren Filmpreisen ausgezeichnet, darunter der Golden Globe und der Oscar als Beste Nebendarstellerin. Ebenfalls im Jahr 2005 stand sie in Constantine ein weiters Mal zusammen mit Keanu Reeves vor der Kamera.
2006 lieh Weisz in Eragon – Das Vermächtnis der Drachenreiter ihre Stimme dem blauen Drachen Saphira. 2009 verkörperte sie in dem spanischen Monumentalfilm Agora – Die Säulen des Himmels die antike Philosophin und Mathematikerin Hypatia von Alexandria. 2010 kam der Film Whistleblower – In gefährlicher Mission – in dem sie an der Seite von Vanessa Redgrave und Monica Bellucci spielte – ins Kino. In dem auf wahren Begebenheiten basierenden Politdrama übernahm sie die Rolle der US-Polizistin Kathryn Bolkovac. Im gleichen Jahr war sie in Die Simpsons zu hören. Es folgten mehr als ein Dutzend weiterer Produktionen, insbesondere Dramen, darunter The Deep Blue Sea (2011) – für den sie ihre zweite Golden-Globe-Nominierung erhielt – und 2018 der Kritikererfolg The Favourite – Intrigen und Irrsinn, der ihr eine Oscar-Nominierung erbrachte. 2023 war Weisz in der doppelten Hauptrolle in der Miniserie Dead Ringers zu sehen, einer Adaption des von David Cronenberg inszenierten Bodyhorrorfilms Die Unzertrennlichen aus dem Jahr 1988. Ihr Schaffen umfasst mehr als 55 Film- und Fernsehproduktionen. Gelegentlich tritt sie auch als Produzentin in Erscheinung.
Weisz hat verschiedene Synchronsprecherinnen. Zumeist wird sie von Bettina Weiß oder Claudia Urbschat-Mingues synchronisiert.

### Privates
Weisz war mit dem US-Regisseur Darren Aronofsky verlobt, den sie 2002 kennengelernt und mit dem sie den Film The Fountain (2006) gedreht hatte. Am 31. Mai 2006 wurde ihr gemeinsamer Sohn geboren. Im November 2010 gaben sie ihre Trennung bekannt. Seit dem 22. Juni 2011 ist sie mit ihrem britischen Schauspielkollegen Daniel Craig verheiratet, mit dem sie eine Tochter (* 2018) hat. Bei einem Auftritt in The Daily Show im Juli 2011 gab sie bekannt, die US-amerikanische Staatsbürgerschaft angenommen zu haben.

## Filmografie (Auswahl)
- 1992: Advocates II (Fernsehfilm)
- 1993: Tropical Heat (Sweating Bullets, Fernsehserie, Folge 3x11 His Pal Joey)
- 1993: Inspektor Morse, Mordkommission Oxford (Fernsehserie, Folge 7x03 Twilight of the Gods)
- 1995: Death Machine
- 1996: Gefühl und Verführung (Stealing Beauty)
- 1996: Außer Kontrolle (Chain Reaction)
- 1997: Amy Foster – Im Meer der Gefühle (Swept from the Sea)
- 1998: Brombeerzeit (The Land Girls)
- 1998: I Want You
- 1999: Die Mumie (The Mummy)
- 1999: Ein Hauch von Sonnenschein (Sunshine)
- 2000: Beautiful Creatures
- 2001: Die Mumie kehrt zurück (The Mummy Returns)
- 2001: Duell – Enemy at the Gates (Enemy at the Gates)
- 2002: About a Boy oder: Der Tag der toten Ente (About a Boy)
- 2003: Confidence
- 2003: Das Urteil – Jeder ist käuflich (Runaway Jury)
- 2003: The Shape of Things
- 2004: Neid (Envy)
- 2005: Constantine
- 2005: Der ewige Gärtner (The Constant Gardener)
- 2006: The Fountain
- 2006: Eragon – Das Vermächtnis der Drachenreiter (Eragon, Stimme)
- 2007: Die Gebrüder Weihnachtsmann (Fred Claus)
- 2007: My Blueberry Nights
- 2008: Vielleicht, vielleicht auch nicht (Definitely, Maybe)
- 2008: Brothers Bloom (The Brothers Bloom)
- 2009: Agora – Die Säulen des Himmels (Agora)
- 2009: In meinem Himmel (The Lovely Bones)
- 2010: Whistleblower – In gefährlicher Mission (The Whistleblower)
- 2010: The Thief (Kurzfilm, Regie)
- 2011: 360
- 2011: Die Verschwörung – Verrat auf höchster Ebene (Page Eight, Fernsehfilm)
- 2011: Dream House
- 2011: The Deep Blue Sea
- 2012: Das Bourne Vermächtnis (The Bourne Legacy)
- 2013: Die fantastische Welt von Oz (Oz the Great and Powerful)
- 2013: Regina (Dokumentarfilm, Stimme)
- 2015: Ewige Jugend (Youth)
- 2015: The Lobster
- 2016: The Light Between Oceans
- 2016: Verleugnung (Denial)
- 2016: Complete Unknown – Du bist, wer du vorgibst zu sein (Complete Unknown)
- 2017: Meine Cousine Rachel (My Cousin Rachel)
- 2017: Ungehorsam (Disobedience)
- 2018: Vor uns das Meer (The Mercy)
- 2018: The Favourite – Intrigen und Irrsinn (The Favourite)
- 2021: Black Widow
- 2023: Dead Ringers (Miniserie)
- 2023: What If…? (1 Folge, Stimme)

## Auszeichnungen und Nominierungen
Oscar

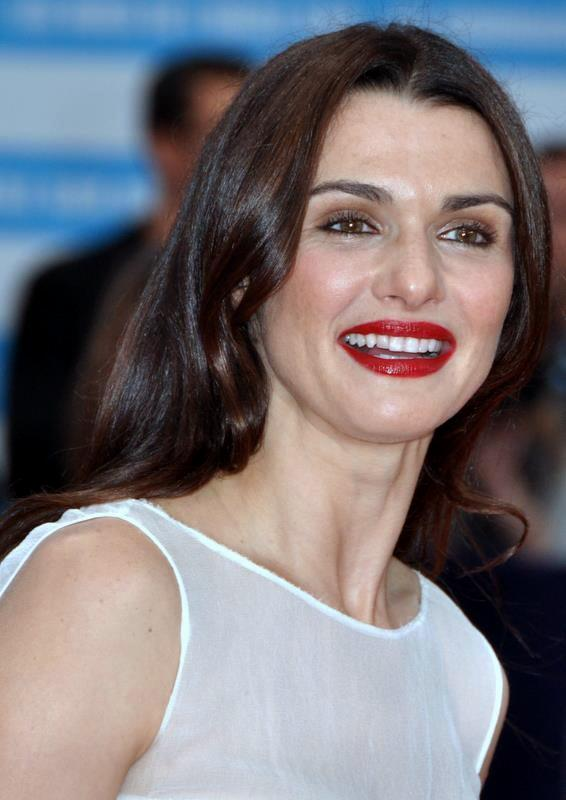
Weisz auf dem Festival des amerikanischen Films 2012

- 2006: Auszeichnung als beste Nebendarstellerin für Der ewige Gärtner
- 2019: Nominierung als beste Nebendarstellerin für The Favourite – Intrigen und Irrsinn

Golden Globe Award
- 2006: Auszeichnung als beste Nebendarstellerin für Der ewige Gärtner
- 2013: Nominierung als beste Hauptdarstellerin – Drama für The Deep Blue Sea
- 2019: Nominierung als beste Nebendarstellerin für The Favourite – Intrigen und Irrsinn
- 2024: Nominierung als beste Hauptdarstellerin – Miniserie, Anthologie-Serie oder Fernsehfilm für Dead Ringers – Die Unzertrennlichen

Screen Actors Guild Award
- 2006: Auszeichnung als beste Nebendarstellerin für Der ewige Gärtner
- 2019: Nominierung als beste Nebendarstellerin für The Favourite – Intrigen und Irrsinn

British Academy Film Award
- 2006: Nominierung als beste Hauptdarstellerin für Der ewige Gärtner
- 2019: Auszeichnung als beste Nebendarstellerin für The Favourite – Intrigen und Irrsinn

Critics’ Choice Movie Award
- 2006: Nominierung als beste Nebendarstellerin für Der ewige Gärtner
- 2019: Nominierung als beste Nebendarstellerin für The Favourite – Intrigen und Irrsinn